# Mercenaries 2 : L'Enfer des favelas
Mercenaries 2 : L'Enfer des favelas (titre original : Mercenaries 2: World in Flames) est un jeu vidéo d'action-aventure, développé par Pandemic Studios et édité par Electronic Arts, sorti en Amérique du Nord le 31 août 2008 et en Europe le 5 septembre 2008 sur PlayStation 2, PlayStation 3, Xbox 360 et Windows. C'est la suite de Mercenaries: Playground of Destruction.

## Trame
Mercenaries 2 : L'Enfer des favelas se situe au Venezuela. Le jeu contient plusieurs armées, comme l'armée du Venezuela ou l'armée de Chine. Les joueurs devront affronter l'enfer dans ce jeu de Maracaibo à Caracas, et d'autres villes moins importantes dans le jeu.

## Système de jeu
Dans ce jeu, il est possible de choisir 3 joueurs dont 2 hommes et 1 femme.

## Voix françaises[1]
- Jean-Claude Mercier - Mattias Nilsson
- Thierry Mortamais - Chris Jacobs
- Helene Grosso - Jennifer Mui
- Anais Jouishomme - Fiona Taylor
- Arnaud Vidal - Ewan Devlin
- Didier Christini - Misha
- Carole Benhamou - Eva Navarro, Lorraine Rubin, Marcela Acosta
- Michel Bernini - Ramon Solano
- Sebastien Bonnet - Général Peng
- Hervé Audouy - Blanco, Phillip Joyce
- Jean-Michel Page - Général Carmona
- Les alliés - Jean-Michel Page, Stephan Lhuillier, Alban Marical
- Le chinois - Michel Bernini, Stephan Lhuillier, Jean-Marc Bailleux
- Universal Petrolium - Alban Marical, Pierre-Jean Etienne
- L'Armée populaire de libération du Venezuela - Luis Carballo, Francisco Garcia-Martin, Josephine Carballo
- Les pirates - Marie Oury, Pascal Coulan, Micky Dedadj
- L'armée vénézuélienne - Hassan Guaid, Christophe Mangouse
- Civils vénézuéliens - Valérie Gil, Luis Carballo, Javier Villargarcia